# Лингала (језик)
Лингала, такође познат као нгала, је афрички језик из породице банту језика, који су подгрупа нигер-конгоанских језика.
Говори се у северозападном делу Демократске Републике Конго (око Киншасе) и великом делу Републике Конго. Мање је присутан у Анголи и Централноафричкој Републици. Говори га укупно преко 10 милиона људи.
Језик лингала карактерише упрошћена граматика, тоналност и велики број позајмљених речи из француског језика. Препознатљиви су још утицаји португалског, енглеског и холандског језика. У пракси, употреба позајмљеница јако зависи од говорника и околности.
Алфабет лингале има 35 слова и диграфа. Пошто се језик користи углавном за усмену комуникацију (писмено је 10-30% говорника), правописна правила нису стандардизована.

## Пример текста
Члан 1 Универзалне декларације о људским правима
```
-{Bato bánsɔ na mbótama bazalí nsɔ́mí mpé bakokání 
na limɛmya mpé makoki. Bazalí na mayɛ́lɛ mpé 
basɛngɛ́lí kofánda na bondeko o káti na bangó.}-

```